# Артюшкевич, Валентина Григорьевна
Валенти́на Григо́рьевна Артюшке́вич (сценический псевдоним Бирилло; 1926—2017) — советская актриса театра.
С 1964 года являлась членом Союза театральных деятелей России.

## Биография
Родилась 25 июня 1926 года.
Трудовую и творческую деятельность начала в годы Великой Отечественной войны, в 1944 году — работала в составе концертной бригады по обслуживанию раненых воинов Красной армии, находящихся в госпиталях. В 1946—1948 годах находилась на сверхсрочной службе, работала солисткой-вокалисткой ансамбля песни и пляски пограничных войск МВД СССР. В 1948 году поступила в Государственное музыкально-педагогическое училище имени Гнесиных, совмещая учёбу с работой солисткой в Республиканской русской хоровой капелле.
После окончания училища, в 1953 году, Валентина Артюшкевич была зачислена в труппу Ивановского театра музыкальной комедии. Обладая сильным красивым голосом, певица быстро стала одной из ведущих артисток театра. С 1957 года работала в музыкальных театрах Волгограда и Днепропетровска, в филармониях Белоруссии и Абхазии. В марте 1961 года вернулась в Ивановский театр, где проработала до конца жизни.

Валентина Берилло… Почитатели оперетты тех лет не могли не стать поклонниками этого таланта. До сих пор зрители старого поколения помнят её блистательную Сильву, обаятельную Ганну Главари, прелестную Розалинду и позже Нехаму в «Биндюжнике и короле», цыганку Чипру в «Цыганском бароне» …— журнал «Музыкальная жизнь», 2000
Валентина Григорьевна воплотила более 150 разноплановых сценических образов, исполняя ведущие партии в классических и советских опереттах: «Сильва» (Сильва), «Марица» (Марица), «Принцесса цирка» (Теодора), «Фиалка Монмартра» (Нинон), «Веселая вдова» (Ганна Главари), «Летучая мышь» (Розалинда); «Белая акация» (Тоня), «Вольный ветер» (Стелла), «Цирк зажигает огни» (Глория), «Роза ветров» (Катерина), «Севастопольский вальс» (Любаша), «Сто чертей и одна девушка» (Степанида), «Поздняя серенада» (Юлия), «Сладкая ягода» (Анфиса), «Бабий бунт» (Марфа).
Умерла 27 мая 2017 года в Иванове. Была похоронена на городском Богородском кладбище.
Муж — Станислав Степанович Артюшкевич — также артист Ивановского театра музыкальной комедии. Сын — Олег (1969—2009).

## Заслуги
- За заслуги в области театрального искусства В. Г. Артюшкевич было присвоено почетное звание «Заслуженной артистки РСФСР» (12.09.1967).* Удостоена почетных грамот Президиума Верховного Совета Удмуртской АССР, Ивановского обкома КПСС и облисполкома, Тамбовского и Ивановского областных управлений культуры (за высокое исполнительское мастерство, творческие достижения в области театрального искусства).
- В октябре 2006 года награждена почетной грамотой Губернатора Ивановской области (за многолетний добросовестный труд в области культуры, высокое профессиональное мастерство).
- Имеет знак Министерства обороны СССР и России «Отличник культурного шефства над Вооруженными Силами».
- Лауреат премии «За личный вклад в развитие культуры и искусства города Иванова»[1].